# Баляба, Василий Иванович
Василий Иванович Баляба — советский хозяйственный, государственный и политический деятель, Герой Социалистического Труда.

## Биография
Родился в 1911 году в станице Кисляковской. Член КПСС.
С 1928 года — на хозяйственной, общественной и политической работе. В 1928—1969 гг. — рабочий на железнодорожной станции Кисляковская, стрелочник на станции Батайск, механизатор совхоза «Кущёвский», участник Великой Отечественной войны и советско-японской войны, комбайнёр отделения № 6 зернового совхоза «Кущёвский» Министерства совхозов СССР в Краснодарском крае.
Указом Президиума Верховного Совета СССР от 12 июня 1952 года присвоено звание Героя Социалистического Труда с вручением ордена Ленина и золотой медали «Серп и Молот».
Умер в Кисляковской в 1992 году.

## Награды
- Золотая медаль «Серп и Молот» (12.06.1952)
- Орден Ленина (12.06.1952)
- Орден Отечественной войны (11.03.1985)
- Орден Трудового Красного Знамени  (13.09.1951)
- Орден Знак Почета (23.06.1966)
- Медаль За боевые заслуги
- Медаль За трудовую доблесть (11.05.1949)
- Медаль «За победу над Германией в Великой Отечественной войне 1941—1945 гг.»
- Медаль «В ознаменование 100-летия со дня рождения Владимира Ильича Ленина»
- Медаль  «Двадцать лет Победы в Великой Отечественной войне 1941—1945 гг.»
- Знак «25 лет победы в Великой Отечественной войне»
- Медаль «Тридцать лет Победы в Великой Отечественной войне 1941—1945 гг.»
- Юбилейная медаль «Сорок лет Победы в Великой Отечественной войне 1941—1945 гг.»
- Юбилейная медаль «50 лет Вооружённых Сил СССР»
- Юбилейная медаль «60 лет Вооружённых Сил СССР»
- Юбилейная медаль «70 лет Вооружённых Сил СССР»
- Медаль «За победу над Японией» (30.09.1945)
- Медаль «Ветеран труда»